# اختبار مارش

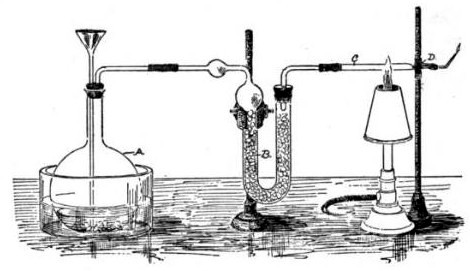
رسم يصور التجهيزات المخبرية لاختبار مارش.

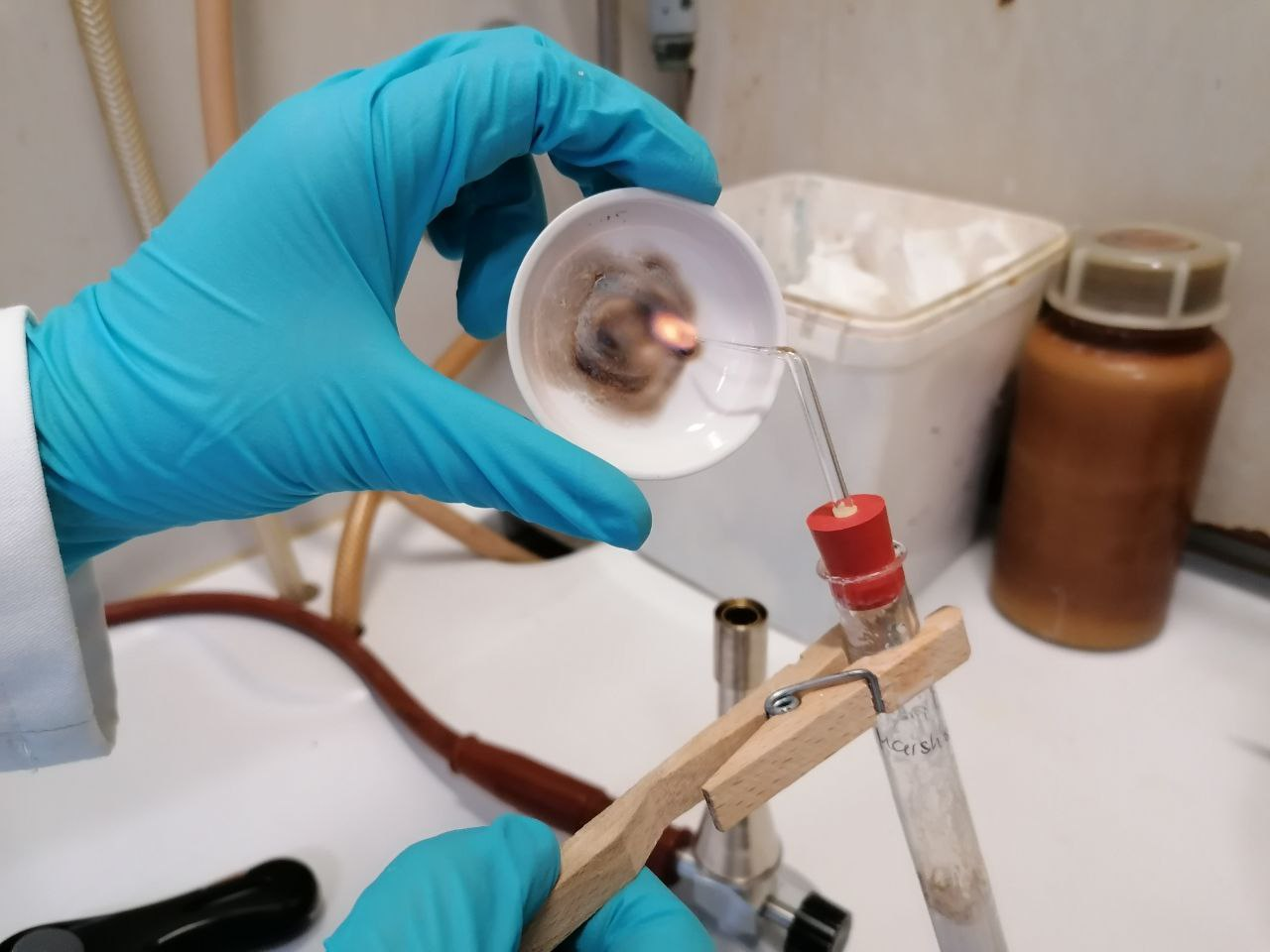
تشكل مرآة سوداء بعد التفكك الحراري للأبخرة دليل على وجود الزرنيخ.

اختبار مارش هو اختبار كيميائي للكشف عن الزرنيخ، وغالباً ما يستخدم في مجال علم السموم الشرعي للكشف عن استخدام الزرنيخ سماً في القتل العمد. ينسب هذا الاختبار إلى مكتشفه الكيميائي جيمس مارش، الذي نشر أبحاثه عنه أول مرة سنة 1836.
يتضمن الاختبار مفاعلة عينة يشك أنها حاوية على الزرنيخ من جسد الجثة (المعدة غالباً) مع فلز زنك الزنك بوجود حمض مثل حمض الكبريتيك الممدد. في حال وجود الزرنيخ يتشكل لدينا غاز الأرسين، والذي يمرر على أنبوب زجاجي، حيث يخضع إلى عملية تفكك حراري، مما يؤدي إلى تشكل راسب أسود من الزرنيخ (مرآة سوداء).
{\displaystyle {\ce {As2O3 + 6 Zn + 6 H2SO4 -> 2 AsH3 + 6 ZnSO4 + 3 H2O}}}